# قرية الحاج علي
الحاج علي هي قرية على نهر دجلة في شمال العراق، على بعد حوالي 60 كم جنوب الموصل،  في محافظة نينوى على حدود قضاء مخمور. تقع قرية الحاج علي على الضفة الشمالية الشرقية لنهر دجلة مقابل مدينة القيارة النفطية.
اعتُبرت الحاج علي قرية إستراتيجية لهجوم الموصل في عام 2016، وبحسب ما ورد استعاد الجيش العراقي السيطرة عليه من داعش في 13 يونيو 2016. وقالة الروايت يعود نسبها الى عمر بن الخطاب واغلب سكانه اللهيب وفيها اكثر من 100ضابط عسكري وطباء ومهندسين ونواب